# El derecho de los hijos
El derecho de los hijos é uma telenovela mexicana, produzida pela Televisa e exibida em 1971 pelo El Canal de las Estrellas.

## Elenco
- Silvia Derbez
- Guillermo Murray
- Nadia Milton
- Xavier Marc